# Jean Makoun
Jean II Makoun (Yaoundé, 29 maggio 1983) è un ex calciatore camerunese, di ruolo centrocampista.
Con il Camerun è stato finalista in Coppa d'Africa 2008 e vanta 68 presenze e 5 gol.

## Biografia
Ha quattro figli: due maschi (Stephane e Sofiane) e due femmine (Ange e Victoire), ed è grande amico fin dall'infanzia con un altro giocatore della Nazionale, Modeste Mbami.
Suo padre è morto nel settembre 2009, pochi giorni prima della doppia-sfida decisiva con il Gabon. Decise comunque di scendere in campo e siglò la prima rete nella vittoria a Yaoundé.

## Carriera

### Club

#### Gli inizi
Compie il suo percorso giovanile nel Jeunesse Star, centro di formazione dei giovani calciatori della capitale camerunese; nel 1997 passa al Cotonsport Garoua, recente campione nazionale, dove militò fino al 1999. Quell'anno partecipa alla Coppa d'Africa Under-17 con il Camerun in Guinea, dove viene notato dall'ex portiere dei leoni indomabili Joseph-Antoine Bell, che lo contatta e gli propone di fare dei provini europei: comincia dal Lilla che si mostra subito interessato e gli fa firmare immediatamente un contratto. Ma ci sono dei problemi con il permesso di soggiorno, perché l'Ambasciata francese in Camerun ci mette più di un anno a consegnarglielo e così è costretto pur essendo già un giocatore del Lilla a restare in Camerun.

#### Lilla
Nel 2001 finalmente ottiene il visto e approda in Europa, in Francia: il Lilla lo ha aspettato e lui ci resterà fino al 2008.
La prima stagione la disputa con la squadra di giovani e riserve nel campionato CFA. Esordisce in Ligue 1 il 2 novembre 2002 con il Bastia, la stagione si conclude con 10 presenze, ma senza reti.
Makoun guadagna la maglia da titolare fisso dalla stagione successiva, maglia che non perderà mai fino all'addio al club. Nel 2003-2004 sigla la prima rete francese.
La stagione 2004-2005 comincia con la vittoria della Coppa Intertoto che gli consente la partecipazione alla Coppa UEFA, il Lilla viene eliminato agli ottavi di finale nel derby francese con l'Auxerre; in campionato il Lilla conquista il secondo posto finale alle spalle del Lione, valido per la prossima Champions League.
L'esplosione del camerunese è nella stagione 2005-2006, pur essendo un centrocampista difensivo, il classico mediano, sigla infatti ben 5 reti in campionato classificandosi terzo con il Lilla, in Champions gioca tutti e 6 i match prima dell'eliminazione ai gironi, in Coppa UEFA l'eliminazione arriva agli ottavi con il Siviglia futuro campione.
Nella stagione successiva segna il primo gol in Europa, in Champions League nel vittorioso 3-1 sull'AEK Atene; il Lilla si classifica secondo dietro al Milan nel girone, arrivando a degli storici ottavi di finale, dove arriva l'eliminazione con il Manchester United. In campionato la stagione si conclude con il decimo posto finale.
La stagione 2007-2008 è l'ultima al Lilla, in 26 presenze mette a segno 2 reti, il Lilla arriva settimo mancando ancora l'accesso all'Europa. Insieme a Cabaye e Mavuba forma il trio di centrocampo del Lilla, che si dimostra il migliore della Ligue 1, vengono soprannominati il Triangolo delle Bermuda o il Trio d'Oro.
Makoun grazie alle sue prestazioni è seguito da grandi club inglesi come Arsenal e Tottenham, italiani come Juventus e ovviamente francesi come Marsiglia, Monaco e Lione. La voglia di confrontarsi con le big europee lo convincono ad abbandonare Lilla, casa sua per ben 7 anni. Lascia con 165 presenze in Ligue 1 e 9 gol più 30 presenze europee e 1 gol.

#### Lione

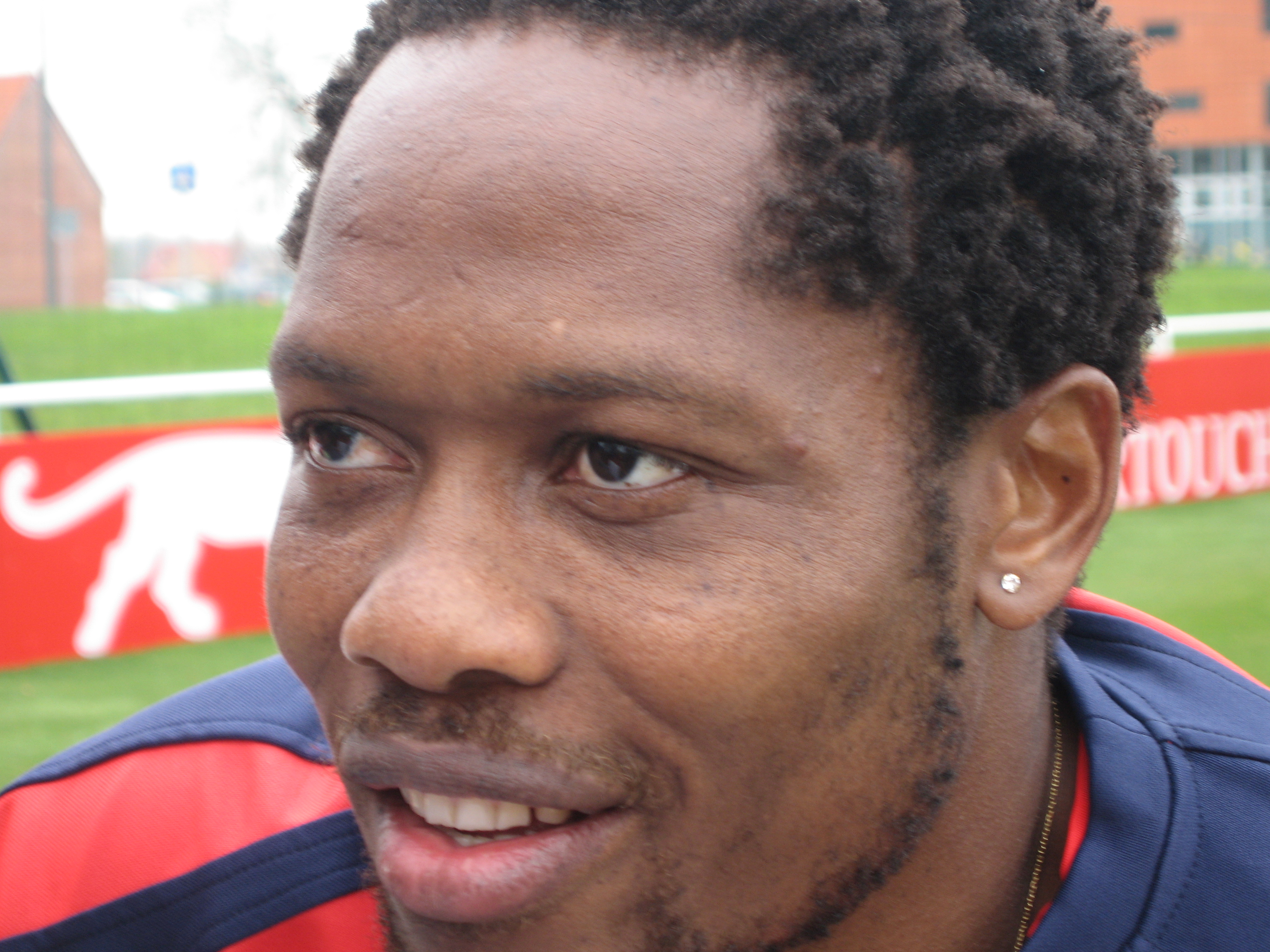
Makoun ai tempi del Lione

Il 16 giugno 2008 firma con il Lione un contratto fino al 2012, viene pagato oltre 14 milioni di Euro al Lilla. Indossa la maglia numero 17, in omaggio al suo compatriota Marc-Vivien Foé morto tragicamente nel 2003 mentre giocava con la sua Nazionale proprio al Gerland, e giocatore del Lione dal 2000 al 2002.
La stagione d'esordio è straordinaria, in mezzo al campo è inamovibile e va a segno subito alla prima giornata nella vittoria sul Tolosa per 3-0 il 16 agosto.
A novembre 2008 dopo i primi mesi folgoranti, si è parlato di un interesse dei Campioni d'Italia dell'Inter, se ne riparlerà anche a febbraio e a maggio, ma Makoun è considerato dalla società un giocatore fondamentale e anche il camerunese si spiega: "Voglio restare a Lione ma l'interessamento di un club come l'Inter non può che farmi piacere".
Alla fine del campionato mette a segno la bellezza di 6 reti in 32 partite, record personale, da ricordare le splendide doppiette nel 3-0 sul Nantes e nel 3-1 sul Nizza. Il Lione però dopo 7 titoli consecutivi, perde il trono francese battuto dal Bordeaux. In Champions League gioca tutte le partite del Lione e segna 2 reti, una alla Fiorentina nella vittoria francese al Franchi, e una al Camp Nou al Barcellona, nel match in cui i francesi vengono eliminati.

#### Aston Villa
Il 15 gennaio 2011 viene ceduto all'Aston Villa. Disputa un buon finale di stagione totalizzando 7 presenze. Tuttavia a causa della partenza a fine stagione del tecnico Gérard Houllier, non riesce più a trovare spazio nella squadra di Birmingham.

#### Olympiakos
Il 29 agosto 2011 passa in prestito all'Olympiacos

#### Rennes
Il 24 agosto 2012 passa in prestito al Rennes dopo una lunga trattativa tra la squadra francese e l'Aston Villa. Il 5 giugno 2013, viene svincolato dall'Aston Villa.
Il 1º luglio 2015 non rinnova il contratto in scadenza con i transalpini rimanendo svincolato.

#### Antalyaspor
Il 27 agosto 2015 dopo essere rimasto svincolato viene acquistato dai turchi dell'Antalyaspor.

### Nazionale
Il cammino di Makoun con la Nazionale maggiore inizia in uno stage della squadra in Germania nel 2003, il primo match è un'amichevole del 7 settembre 2003 a Treviri con l'Eintracht Trier, vinta 2-1.
Con i "leoni indomabili" ha partecipato a 3 edizioni della Coppa d'Africa, nel 2004, 2006 e 2008 dove ha raggiunto la finale persa con l'Egitto.
Nelle qualificazioni per il Mondiale 2010 Makoun si è dimostrato un giocatore importante per la squadra e ha segnato 3 reti, con Mozambico e poi nelle ultime 2 vittorie fondamentali per la speranza qualificazione su Gabon e Togo.
In tutto vanta 68 presenze e 5 reti.

## Palmarès

### Competizioni nazionali
- Campionato greco: 1

Olympiakos: 2011-2012
- Coppa di Grecia: 1

Olympiakos: 2011-2012

### Competizioni internazionali
- Coppa Intertoto UEFA: 1

Lilla: 2004